# Station Leśniczówka
Station Leśniczówka is een voormalig spoorwegstation op enkele kilometers van de Poolse plaats Niedrzwica.